# Eisenia hortensis
Eisenia hortensis är en ringmaskart som först beskrevs av Wilhelm Michaelsen 1890.  Eisenia hortensis ingår i släktet Eisenia och familjen daggmaskar. Arten är reproducerande i Sverige.